# Simon Le Bon

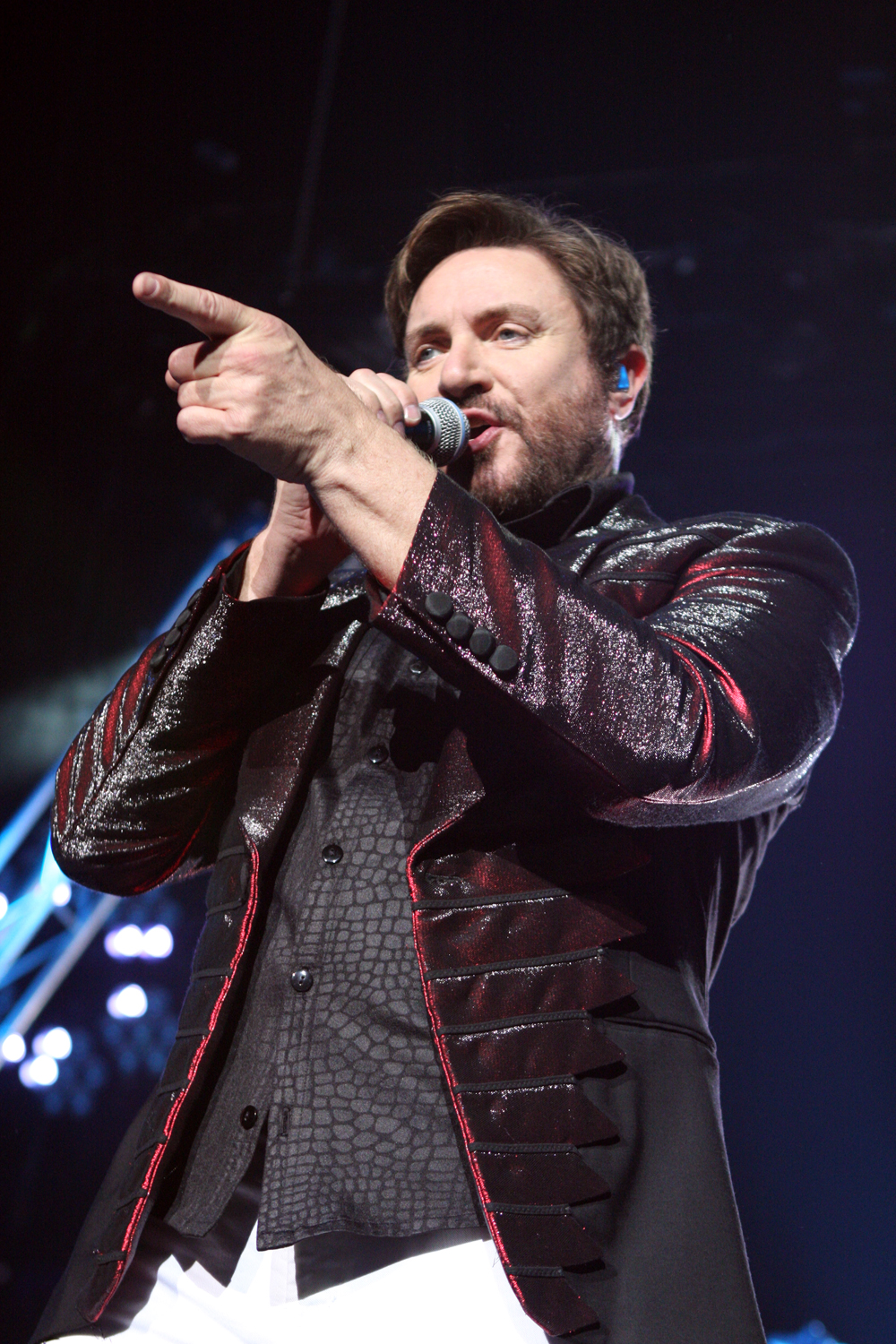
Simon Le Bon (2012)

Simon John Charles Le Bon MBE (* 27. Oktober 1958 in Bushey, England) ist ein britischer Sänger. Er wurde als Sänger der Gruppe Duran Duran bekannt.

## Werdegang
Simon Le Bon stieß im Frühjahr 1980 zu Duran Duran. Er studierte in Birmingham englische Literaturwissenschaft, als ihm seine damalige Freundin Fiona Kemp den Tipp gab, dass in der Musikkneipe, in der sie als Kellnerin jobbte, eine neue Band spiele, der allerdings noch ein geeigneter Sänger fehle. Neben seinen offensichtlichen optischen Vorzügen (beim ersten Treffen trug er pinkfarbene Jeans mit schwarzem Raubtierdruck und eine verspiegelte Sonnenbrille) verhalf Le Bon auch der Umstand zu dem Platz als Lead-Sänger der Band, dass er gleich ein Buch mit selbstgeschriebenen Liedtexten mitbrachte.
Le Bon bestand allerdings darauf, erst sein Studium zu beenden, bevor er sich endgültig der Band zuwandte. Im Juni 1980 machte Le Bon sein Examen. Laut eigener Aussage wollte er schon immer Pop-Sänger werden: „Whereas some kids wanted to be train drivers, I always wanted to be a pop singer.“
Neben seiner Arbeit bei Duran Duran nimmt Le Bon regelmäßig Solo-Stücke für Sampler von befreundeten Musikern auf und ist Miteigentümer des erfolgreichen SYN-Labels mit Sitz in Tokyo, welches sich auf Werbespots spezialisiert hat.
Simon Le Bon ist ein großer Wassersportfan und begeisterter Motorradfahrer. Sowohl zu Wasser als auch zu Land hatte er schon schwere Unfälle. Im August 1985 nahm er mit seiner Segelcrew beim Fastnet Race teil, bei dem seine Yacht Drum vor der Küste Cornwalls havarierte und die Crewmitglieder in letzter Sekunde von der Küstenwache vor dem Ertrinken gerettet werden konnten. Anfang 1994 erlitt Le Bon einen schweren Motorradunfall, bei dem er sich einen Leistenbruch zuzog. Nur wenige Wochen später saß er neben seinem Bandkollegen John Taylor im Auto, als dieser betrunken die Kontrolle über das Fahrzeug verlor und eine Böschung hinunterfuhr. Beide Männer blieben unverletzt.
Simon Le Bon ist seit dem 27. Dezember 1985 mit dem Model Yasmin Parvaneh verheiratet, mit dem er drei Kinder hat.
Als bekennender Agnostiker schrieb und sprach Le Bon 2009 für Ariane Sherine ein Essay in The Atheist’s Guide to Christmas, welcher zur Unterstützung der Atheist Bus Campaign diente.